# Suaza
Suaza – miasto w Kolumbii, w departamencie Huila.